# Spooktitel
Een spooktitel is de titel van een boek dat niet bestaat.
Een spooktitel mag niet worden verward met de titel van een werk in voorbereiding of een uitverkocht werk.
Spooktitels kunnen op verschillende manieren ontstaan:
1. Door menselijke vergissing
2. Doordat een gepland en aangekondigd boek nimmer zal verschijnen (door overlijden van de auteur, bijvoorbeeld)
3. Door opzet, om een bepaald doel (alvast niet de publicatie van het boek) te bereiken.
4. Doordat het boek wel verscheen, doch onder een gewijzigde titel. Dit komt voor bij auteurs die lang van tevoren een deel titels van toekomstige werken aankondigen, bijvoorbeeld de volgende delen die in een reeks zullen verschijnen. In sommige gevallen wordt een werktitel daardoor een spooktitel.

Een auteur als Howard Phillips Lovecraft heeft verschillende spooktitels gecreëerd, door in zijn werken te refereren aan onbestaande boeken.
Sommige daarvan werden later kunstmatig ingevuld (dus apocrief).

## Bekende spooktitels
- Necronomicon
- Verpakte bewegingen, door Wiel Kusters
- Comment on devient Ariste, door Péladan, uitgebracht onder de toegankelijkere titel Comment on devient Artiste
- Comment on devient Catholique, door Péladan, uitgebracht als L'Occulte Catholique